# Başkent Voleybol Salonu
Başkent Voleybol Salonu (ungefär huvudstadens volleybollhall) är en sportanläggning i Yenimahalle, Ankara, Turkiet med kapacitet för 6 500 åskådare. Anläggningen byggdes 2010 och ägs av Turkiets volleybollförbund. Flera elitklubbar, såsom Karayolları SK, PTT SK och Sigortashop KVK använder hallen för sina matcher. Den har även använts för ett stort antal internationella volleybollmatcher och -tävlingar.
Amnesty International rapporterade i juli 2016 att tortyr av misstänkt inblandade i militärkuppförsöket i Turkiet 2016 skett i anläggningen.